# Luci Aquil·li Gal
Luci Aquil·li Gal (en llatí Lucius Aquillius Gallus) va ser un magistrat romà que, després d'ocupar magistratures menors, va ser designat pretor l'any 170 aC i va obtenir el govern de la província romana de Sicília, segons explica Titus Livi.